# 国産洋画劇場
国産洋画劇場（こくさんようがげきじょう）は大阪チャンネルで配信される映画をモチーフとしたコント番組である。2018年8月31日よりスタートした。キャッチコピーは『今や洋画は国産の時代』。

## 概要
秋山竜次と友近がダブル主演となり、様々な洋画のヒット作品をパロディにしたコント作品群による番組である。役者はもちろん、小道具、ロケーション、スタッフ、機材など全て“純国産” にこだわった日本人ならではの視線で作られており、元ネタの一部の事象は日本固有のものに置き換えられている。
ロゴはかつてフジテレビで放送されていた『ゴールデン洋画劇場』風にしてあり、オープニングもそれを意識した作りになっている。また、放送開始前には淀川長治のそっくりさんを使った解説が入る（但し、これは『日曜洋画劇場』のパロディである）。
企画のきっかけは、友近のコントライブに秋山がゲスト出演することが多く、二人で何か面白いことは出来ないかと予てから話しており、作品として何らかの形で残したい、作りこんだものに挑戦してみたいという希望が一致して実現した。
出演者2人は「自分のアイデアが狭まりそう」なため洋画を見たことがなく、あくまで「完全オリジナル」を主張している。
現在まで配信されているのは3本のみとなっている。

## ラインナップ
- 六城　全5話　元ネタは「ロッキー」

企画／演出：並木慶、監督：藤野大作 ※京都国際映画祭2018にも出展された。
内容
かつての花型力士であった六城は、ある理由で闇相撲に身を落としたが、遠藤との出会いで再び表舞台に返り咲こうと奮起するが･･･。
- 船と氷山　全5話　元ネタは「タイタニック」

企画／演出：並木慶、監督：藤野大作
内容
豪華屋形船で出逢った身分違いの運命の恋、しかし彼らに待ち受けるのは過酷な運命だった･･･。
- 激突き！　全5話　元ネタは「激突!」

企画／演出：並木慶、監督：藤野大作
内容
ドライバーの男と執拗に追って来る軽トラックとの壮絶な闘いを描く。